# Pădurea Polovragi
Pădurea Polovragi este o arie protejată de interes național ce corespunde categoriei a IV IUCN (rezervație naturală de tip forestier), situată în Oltenia, pe teritoriului județului Gorj.

## Localizare
Aria naturală (10 ha) se află pe malul stâng al râului Olteț, la poalele Munților Parâng (grupă muntoasă a Munților Șureanu-Parâng-Lotrului, aparținând lanțului carpatic al Meridionalilor), în extremitatea nord-estică a județului Gorj, pe teritoriul administrativ al comunei Polovragi.

## Descriere
Rezervația naturală a fost declarată arie protejată prin Legea Nr.5 din 6 martie 2000 (privind aprobarea Planului de amenajare a teritoriului național - Secțiunea a III-a - zone protejate). Aria protejată este inclusă în situl de importanță comunitară - Nordul Gorjului de Est și reprezintă o zonă de protecție pentru specii de castan comestibil (Castanea sativa) și flora lemnoasă însoțitoare alcătuită din arbori și arbusti din speciile: gorun ardelean (Quercus polycarpa), anin verde (Alnus viridis), salcie de nisip (Salix silesiaca) și cărpiniță (Carpinus orientalis). În arealul Pădurii Polovragi (rezervație științifică și seminceră), la nivelul ierburilor vegetează câteva specii de plante rare, printre care: cornișor (Lycopodium annotinum), pedicuță (Lycopodium clavatum), ruginiță (Asplenium ruta-muraria), gușa porumbelului (Silene viridiflora) și feriguță (Asplenium adulterinum).